# Dult

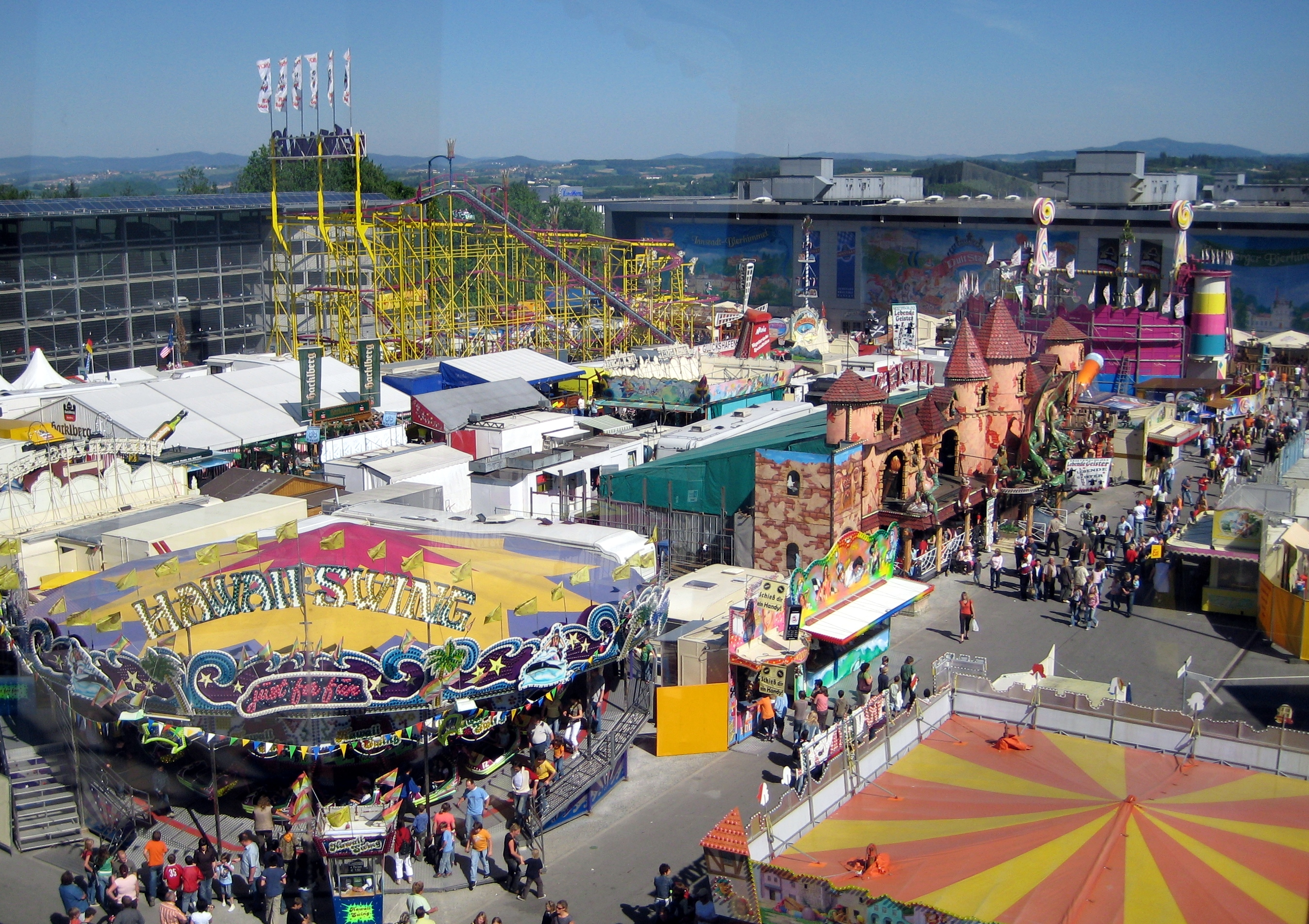
De Maidult te Passau in 2007

Een dult, meervoud dulten, is een volksfeest in Beieren, dat oorspronkelijk een kerkelijk feest was. Het woord dult is waarschijnlijk van Gotische afkomst, en betekende ‘uitbundig feest’.
In de Middelhoogduitse periode verwees een dult naar een feest ter ere van de patroonheilige van een plaatselijke kerk, waaromheen kraampjes werden uitgestald om waren te verkopen; geleidelijk aan verschoof zodoende de betekenis van het woord naar jaarmarkt of kermis.
Heden ten dage organiseren verschillende steden in Beieren een- of meermaals per jaar een dult: de bekendste hiervan is de Auer Dult, die driemaal per jaar telkenmale negen dagen lang in het Münchense district Au plaatsvindt. 
Ook Altötting, Landshut, Eggenfelden, Augsburg, Passau en Regensburg organiseren dulten, waarbij het veelal om groots opgezette kermissen gaat. Met Pinksteren grijpt op sommige plaatsen een pinksterdult plaats, zo bijvoorbeeld in Simbach am Inn en Amberg, alsmede over de grens in Salzburg.

## Referentie
1. ↑  Winfred Philipp Lehmann: A Gothic etymological dictionary. E.J. Brill, Leiden/Nederland 1986, ISBN 90-04-08176-3, blz. 97